# Чистяков, Пётр Егорович
Пётр Егорович Чистяков (1790 — 21 января 1862) — адмирал Русского императорского флота, член Александровского комитета о раненых. Брат контр-адмирала Павла Чистякова.

## Биография
Пётр Чистяков, согласно «РБС», родился в 1790 году; воспитание получил в Морском кадетском корпусе, куда поступил 11 августа 1802 года.
Будучи кадетом, в 1806 году отправлен был на линейном корабле «Скорый» в Средиземное море и в следующем году, в ходе русско-турецкой войны (1806—1812), участвовал во взятии крепости Тенедос, а затем сражался с турецким флотом при Дарданеллах и в Афонской битве, после чего перешел в Лиссабон, а оттуда в Портсмут.
1 апреля 1809 года Пётр Егорович Чистяков получил чин мичмана и на английском транспорте, через Ригу, вернулся в Россию.
С 1812 по 1814 год плавал на корабле «Смелый», совершил переход из Кронштадта к берегам Англии, участвовал в блокаде французского флота под Флессингеном и в десантной вылазке на голландский берег; затем патрулировал у берегов Франции и 23 июля 1814 года был произведён в лейтенанты.
С 1816 по 1818 год ходил на разных судах в русских и иностранных водах.
С 1819 по 1821 год на компанейском корабле «Бородино» под командой капитан-лейтенанта З. И. Панафидина совершил кругосветное плавание в Ново-Архангельск, после чего два года находился при Кронштадтском порту.
В 1824 и 1825 году, командуя компанейским судном «Елена», совершил вторично кругосветное плавание в Ново-Архангельск и за болезнью главного правителя российских колоний капитана второго ранга Муравьева исполнял его должность, а 21 декабря 1825 года был назначен на этот пост и 7 января следующего года произведен в капитан-лейтенанты, а 21-го декабря в капитаны 2-го ранга.
Чин капитана 1-го ранга Пётр Егорович Чистяков получил 1 января 1829 года и в том же году стал капитаном фрегата «Елисавета». Должность главного правителя он исполнял до 1831 года, когда вернулся в Россию, и в следующем году назначен был командиром корабля «Иезекииль», которым командовал 4 года вплоть до получения контр-адмиральского чина (8 июля 1836 года).
Командуя затем 3 бригадой 3 флотской дивизии, крейсировал с отрядом по Балтийскому морю, держа свой флаг на корабле «Лефорт» (корабль затонул в 1857 году; эта катастрофа стала крупнейшей на Балтике по числу жертв в XIX веке).
Будучи в 1839 году назначен командиром 5 флотской дивизии, плавал до 1844 года по Чёрному морю, имея свой флаг на корабле «Три Святителя» (судно было затоплено на Севастопольском рейде в 1854). 5 декабря 1841 года награжден орденом Св. Станислава I степени.
В 1844 году П. Е. Чистяков был назначен исправляющим должность военного губернатора Астрахани, управляющего гражданской частью. Впоследствии был утверждён в этой должности и оставил её не раньше 1850 года, когда получил назначение быть членом Морского генерал-аудиториата. Во время службы военным губернатором являлся председателем Астраханского губернского попечительства приютов.
Вице-адмиральский чин Чистяков получил 30 августа 1847 года, а в 1854 году назначен был членом Александровского комитета о раненых и 25 августа 1856 года был произведён в адмиралы Российского императорского флота. Впоследствии состоял членом Адмиралтейств-совета.
Пётр Егорович Чистяков умер 21 января 1862 года.
В честь П. Е. Чистякова назван остров (остров Чистякова, Бристольский залив, 56°55′ с.ш., 158°44′ з.д., название острову было присвоено И. Ф. Крузенштерном в честь П. Е. Чистякова как правителя РАК в 1825—1829 гг.).

## Награды
российские
- Орден Святой Анны 2-й степени (1832) с императорской короной (30.08.1834[10])
- Орден Святого Георгия 4-й степени (за 25 лет безупречной службы; 1836)
- Орден Святого Владимира 3-й степени (1837)
- Орден Святого Станислава 1-й степени (1841)
- Орден Святой Анны 1-й степени (1845)
- Орден Святого Владимира 2-й степени (1859)

иностранные
- Орден Красного орла 3-й степени (1843)
- Орден Данеброг (1844)
- Орден Святых Маврикия и Лазаря (1845)
- Орден Франциска I 1-й степени (Неаполь; 1845)
- Орден Святого Олафа (1849).